# Église Saint-Julien d'Abbéville-la-Rivière
Pour les articles homonymes, voir église Saint-Julien.
L’église Saint-Julien est une église paroissiale de culte catholique, située dans la commune française d'Abbéville-la-Rivière, dans le département de l'Essonne.
Elle abrite entre autres une statue équestre de saint Julien du XVIIe siècle et une dalle funéraire datée de 1309,.

## Sources
1. ↑  Abbéville-la-Rivière Saint-Julien-le-Pauvre
2. ↑  Notice no PM91000002, sur la plateforme ouverte du patrimoine, base Palissy, ministère français de la Culture
3. ↑  Notice no PM91000001, sur la plateforme ouverte du patrimoine, base Palissy, ministère français de la Culture
4. ↑  L’église Saint Julien Le Pauvre